# Umweltbibliothek Leipzig
Die Umweltbibliothek Leipzig ist eine der größten öffentlichen Umweltbibliotheken Deutschlands in freier Trägerschaft. Sie befindet sich im Haus der Demokratie in der Bernhard-Göring-Straße 152 im Leipziger Stadtteil Connewitz.

## Geschichte
Die Bibliothek wurde 1988 durch die AG Umweltschutz beim Jugendpfarramt Leipzig gegründet. Seit 1990 wird sie vom Verein Ökolöwe – Umweltbund Leipzig e. V. getragen.

## Bestand
Die Bibliothek war 2020 von drastischen Kürzungen der städtischen Fördermittel betroffen und musste im Zuge dessen massiv verkleinert werden. Waren es ehemals rund 22.000 Medienträger (Bücher, Zeitschriften, DVDs, Brettspiele, Broschüren, CD-ROMs, Plakate, Folien, Karten und Pläne), so finden sich heute nur noch ca. 9.000 Medien in der Umweltbibliothek, der ehemalige Leseraum ist mittlerweile Bürofläche. Viele historisch relevante Medien, u. a. einen Sonderbestand mit 150 Ausgaben von Informationsblättern und Einzelveröffentlichungen der ehemaligen kirchlichen Umweltgruppen der DDR, gingen im Zuge der Verkleinerung an das Archiv Bürgerbewegung Leipzig e.V., um sie weiterhin erhalten zu können.